# Alessandro Pizzorusso
Alessandro Pizzorusso (Bagni di Lucca, 11 novembre 1931 – Pisa, 14 dicembre 2015) è stato un giurista e costituzionalista italiano.

## Biografia
Figlio di Giuliano Pizzorusso, che esercitò l’avvocatura con studio in piazza Grande a Lucca, e fratello minore del francesista Arnaldo Pizzorusso, condivise con Giuseppe Pera la comune qualifica di discepolo di Virgilio Andrioli. Nel 1954 si laureò in Giurisprudenza presso l'Università degli studi di Pisa discutendo una tesi sull'Alta Corte per la Regione siciliana, relatore Franco Pierandrei.
Vincitore del concorso in magistratura, il 31 marzo 1958 iniziò come uditore giudiziario presso il Tribunale di Roma; dal 1963 assunse la qualifica di magistrato di tribunale, ma esercitò prima le funzioni di pretore ad Empoli e poi di giudice nel Tribunale di Pisa. Fu assistente di studio del giudice costituzionale Costantino Mortati.
Il 31 ottobre 1972 abbandonò la magistratura per la carriera accademica: fu prima professore straordinario di Diritto costituzionale nella facoltà di Giurisprudenza e poi ordinario fino al 2007. A lungo docente di Diritto pubblico e diritto costituzionale, Pizzorusso svolse gran parte della sua carriera nell’Università di Pisa, capostipite di una delle più dinamiche 'scuole' di diritto costituzionale. Fra il 1º novembre 1981 e il 1º novembre 1989 fu titolare della cattedra di Diritto costituzionale comparato nell'Università degli Studi di Firenze, dove subentrò a Mauro Cappelletti.
Nel corso della sua carriera, Pizzorusso ricoprì numerose cariche istituzionali, tra cui quella di direttore del dipartimento di Diritto pubblico dal 1996 al 2006. Nel 1990 fu insignito dell’Ordine del Cherubino e nel 2007 ricevette la nomina di Professore emerito.
Presidente per 10 anni (dal 1985 al 1994) dell’Associazione italiana di diritto comparato, nel 1998 fece parte del Gruppo di esperti che redasse, per conto della Commissione europea, il Rapporto Affirming fundamental rights in the European Union (pubblicato nel 1999), che ha rappresentato un contributo decisivo per la successiva approvazione della Carta di Nizza nel 2000.

## Attività istituzionale
Ha fatto parte del Consiglio Superiore della Magistratura dal 1990 al 1994. Mantenne contatti accademici con l'organo di autogoverno dei magistrati tanto che, nel 2003, fu invitato a tenere una relazione per gli uditori giudiziari: in quella sede Pizzorusso aveva consegnato ai giovani magistrati un documento che definiva i componenti del CSM di area centro-destra «esponenti del partito azienda»; ne nacque una polemica conclusasi con un intervento del Presidente della Repubblica Carlo Azeglio Ciampi. Questi peraltro, nel 2004, insignì proprio Pizzorusso della Medaglia di Benemerito della scuola, della cultura e dell’arte.
Dal 1998 Pizzorusso era socio nazionale dell’Accademia Nazionale dei Lincei.